# Lutjanus lemniscatus
Lutjanus lemniscatus är en fiskart som först beskrevs av Achille Valenciennes 1828.  Lutjanus lemniscatus ingår i släktet Lutjanus och familjen Lutjanidae. Inga underarter finns listade i Catalogue of Life.